# Epicerura catori
Epicerura catori är en fjärilsart som beskrevs av Bethune-Baker 1911. Epicerura catori ingår i släktet Epicerura och familjen tandspinnare. Inga underarter finns listade i Catalogue of Life.